# Bakó Márta
Bakó Márta (Budapest, 1920. április 9. – Budapest, 2013. január 15.) Aase-díjas magyar színésznő, a József Attila Színház örökös tagja.

## Életpályája
Édesapja Bakó László színész, a Nemzeti Színház örökös tagja, édesanyja Lenz Hedvig színésznő. 1939-ben jelentkezett a Színművészeti Főiskolára, 1942-ben végzett. 1941-ben a Nemzeti Színházhoz szerződött, amelynek 1945-ig volt tagja. 1946-1947 között a Vígszínház tagja volt. 1947-1954 között nem kapott szerepet egyetlen színházban sem. 1951-ben kitelepítették. A József Attila Színházban játszott 1954-ben. 1955-1956 között a kecskeméti Katona József Színház tagja volt. 1956-tól a József Attila Színház tagja, 2006-tól örökös tagja volt. Első férje volt Rajczy Lajos (1914–1957) színész, akivel elváltak, és aki 1956-ban disszidált, majd 1957-ben öngyilkos lett. Második férje volt Varga Béla, akitől egy fia született, Varga Béla, aki idegsebész szakorvos lett.
A Fiumei úti sírkertben, apjával Bakó Lászlóval együtt nyugszik.

## Színpadi szerepek

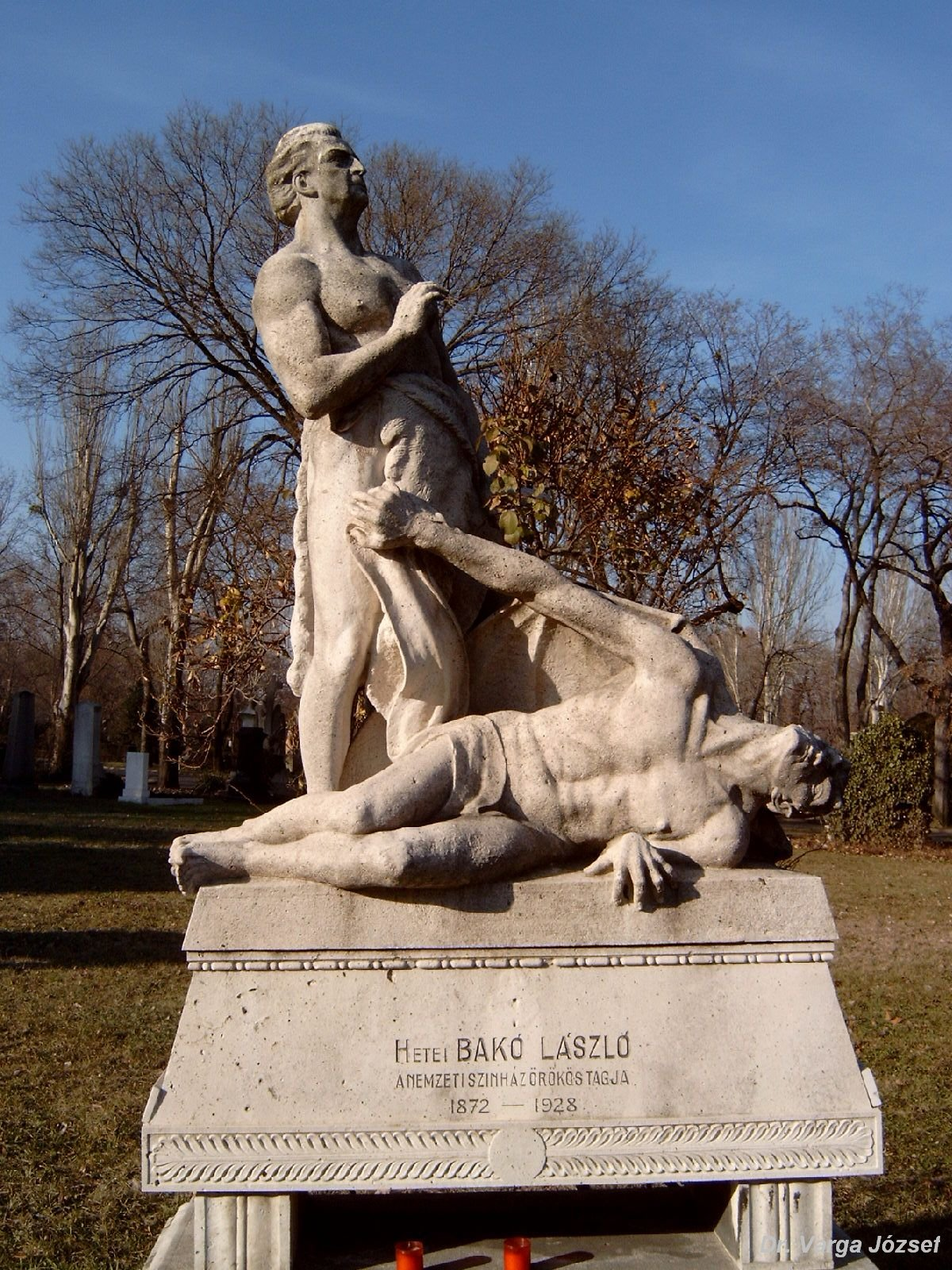
Sírja a Fiumei úti sírkertben (35-9-14)

- Hunyady Sándor: Lovagias ügy....Nagymama
- Balzac: A tőzsdelovag....Violetta mama
- Móricz Zsigmond: Nem élhetek muzsikaszó nélkül....Kisvicákné
- Carlo Goldoni: A fogadósné....Első színésznő
- Csiky Gergely: Kaviár....Barlanghy Brigitta
- Csizmarek Mátyás: Bútorozott szoba kiadó....Levenduláné
- Móricz Zsigmond: Pillangó....Marótiné
- Fejér–Kállai: Irány Caracas....Juci néni
- Anouilh: Találka Párizs mellett....Tulajdonosnő
- Callegari: Megperzselt lányok....Mariotti
- Sardou-Najac: Váljunk el....Valfontainené
- Lope de Vega: A kertész kutyája....Amanda
- Kállai István: Ugorj ki az ablakon....Özv. Svarecné
- Bartos-Bródy: Mindent a mamáért....Vukicsné
- Rozov: Udvarol a gyerek....Szomszédasszony
- Le Sage: A csalafinta bárónő....Jakabné
- Tardos Péter: Autóstop....Bözse néni
- Ránki György: Muzsikus Péter új kalandja....Nagybőgő nagymama
- Kertész Imre: Cyrano házassága....Clarisse
- William Somerset Maugham: Imádok férjhez menni....Montmorency kisasszony
- Osztrovszkij: Utolsó áldozat....Mihalevna
- Anouilh: Becket avagy az Isten becsülete....Öreg királyné
- Kinizsi–Kárpáthy: Az óbudai barlang....Kubikné
- Nádas Gábor: Keménykalaposok....Joli
- Brauszevics-Karnauhova: Mese a tűzpiros virágról....Baba Jága
- Nusic: Dr. Pepike....Preticsné
- Hammel: Kilenckor a hullámvasútnál....Jenny kisasszony
- Rozov: Ketten az úton....Gazdasszony
- Csizmarek Mátyás: Susu....Liptainé
- Magnier: Mona Marie mosolya....Ariane Clarens
- Gabányi Árpád: Aba Sámuel király....Öregasszony
- Gavault–Charvay: Valami mindig közbejön....Langrunené
- Károlyi Mihály: A nagy hazugság....Polgárasszony
- Betti: Özönvíz avagy a milliomos látogatása....Vicenza
- Bacharach: Ígéretek, ígéretek!....Ápolónő
- Edmond Rostand: Cyrano de Bergerac....Duenna
- Kertész Ákos: Névnap....Pintérné
- Plautus: Táncoló kísértetek....Scafa
- Leonov: Hazatérés....Gyemigyevna
- Skvarkin: Próbababa....Inna
- De Filippo: Szombat, vasárnap, hétfő....Meme
- Svarc: Hókirálynő....Rablómama
- Berkesi András: Kálvária....Balláné
- Molière: Dandin úr....Lükeházyné
- Grochowiak: Őrült Gréta....Zárkafelelős
- Arnold–Bach: Hurrá, fiú!....Clotilde
- Fejes Endre: Rozsdatemető....Orsolya nővér
- Maróti Lajos: Egy válás története....Mária-Terézia
- Békeffi István: A régi nyár....Néni
- Kassák Lajos: Angyalföld....Szekuláné
- Mirande–Mouezy-Eon: Uraim, csak egymás után....Gudulle
- Xenopulosz: A kísértés....Todora
- William Shakespeare: III. Richárd....York hercegné
- Bródy Sándor: A tanítónő....Nagyasszony
- Gyárfás Endre: Dörmögőék vidámparkja....Anyó
- Fjodor Mihajlovics Dosztojevszkij: A félkegyelmű....Darja Alekszejevna
- Molnár Ferenc: A testőr....Páholyos néni
- Gorin: Felejtsétek el Herosztratoszt!....Erita papnő
- Gay: Me and my Girl....Mrs. Anastasies Brown
- Gyárfás Endre: Dörmögőék csodajátéka....Mormota néni
- Horváth Péter: Csao Bambino....Kamilla; Mancika
- Gore: Fame....
- Dorr: Mamagájok....Serafina
- Selmeczi György: Svejk vagyok....Müllerné
- Rainer Werner Fassbinder: Petra von Kant keserű könnyei....Valerie
- Móricz–Szakonyi: Rokonok....Kati néni
- Pilinszky János: Gyerekek és katonák....Anya
- Eisemann Mihály: Én és a kisöcsém....Bözsi
- Csehov-Petrusevszkaja: A 3 nővér, kékben....Olga
- Harris: Csupa balláb....Mrs. Fraser
- Zilahy Lajos: Házasságszédelgő....Bárónő
- Hamilton: Gázláng....Elisabeth
- Henrik Ibsen: Hedda Gabler....Berte
- Darvas Ferenc: Liliomfi....Szomszédasszony
- Kocsák-Nagy: Budapest, te csodás!....
- Molnár Ferenc: Liliom....Hollunderné
- Örkény István: Macskajáték....Cs. Bruckner Adelaida
- Fejes Endre: Vonó Ignác....Apáca
- Keroul-Barré: Léni néni....Tudósnő
- Anton Pavlovics Csehov: Cseresznyéskert...Firsz
- Makszim Gorkij: Éjjeli menedékhely....XXX
- William Shakespeare: Hamlet....Színész

## Filmjei

### Játékfilmek
- Micsoda éjszaka (1958)
- A Noszty fiú esete Tóth Marival (1960)
- Jó utat, autóbusz (1961)
- Kertes házak utcája (1962)
- Utolsó előtti ember (1963)
- Férjhez menni tilos! (1963)
- Miért rosszak a magyar filmek? (1964)
- Gyerekbetegségek (1965)
- Nem (1965)
- Szerelmes biciklisták (1965)
- A férfi egészen más (1966)
- A beszélő köntös (1968)
- Egy őrült éjszaka (1969)
- Ismeri a szandi-mandit? (1969)
- Történelmi magánügyek (1969)
- Gyula vitéz télen-nyáron (1970)
- A halhatatlan légiós – akit csak Péhovardnak hívtak (1970)
- A gyilkos a házban van (1971)
- Madárkák (1971)
- Nyulak a ruhatárban (1971)
- Harminckét nevem volt (1972)
- Volt egyszer egy család (1972)
- Fuss, hogy utolérjenek! (1972)
- Lányarcok tükörben (1973)
- Hahó, a tenger! (1973)
- Hét tonna dollár (1973)
- Kakuk Marci (1973)
- A Pendragon legenda (1974)
- A szeleburdi család (1981)
- Három szabólegények (1982)
- Felhőjáték (1983)
- Hanyatt-homlok (1984)
- Mata Hari (1985)
- Hoppá (1993)
- Szomorú vasárnap (1999)
- Vakvagányok (2001)
- Csocsó, avagy éljen május elseje! (2001)
- Telitalálat (2003)
- Palika leviszi a szemetet (2005)
- Sorstalanság (2005)
- Igazából apa (2010)

### Tévéfilmek
- Princ, a katona (1966)
- Irány Mexikó! (1968)
- Őrjárat az égen 1-4. (1970)
- A fekete város 1-7. (1971)
- Szerelem jutányos áron (1972)
- Keménykalap és krumpliorr 1-4. (1973)
- Zenés TV-színház (1974-83)
- Kérem a következőt! (1974)
- A mikádó (1974)
- Sztrogoff Mihály (1974)
- Beszterce ostroma 1-3. (1976)
- Robog az úthenger (1976)
- A táltosfiú és a világfa (1978)
- A Zebegényiek (1978)
- Kalaf és Turandot története (1978)
- Fent a Spitzbergáknál (1978)
- Családi kör (1980-90)
- A sipsirica 1-2. (1980)
- Jegor Bulicsov és a többiek (1981)
- Vannak még angyalok (1981)
- Liszt Ferenc (1982)
- A közös kutya (1983)
- Mint oldott kéve 1-7. (1983)
- Osztrigás Mici (1983)
- Tizenötezer pengő jutalom (1985)
- Holt lelkek (1985)
- Kíváncsi Fáncsi (1986)
- T.I.R. (1987)
- Az ördög talizmánja (1987)
- Én és a kisöcsém (1989)
- Freytág testvérek 1-5. (1989)
- Hölgyek és urak (1990)
- Szomszédok (1990-97)
- Új Gálvölgyi Show (1992)
- Frici, a vállalkozó szellem (1993)
- Rizikó (1993)
- Koldus és királyfi (2000)
- Kisváros (2001)
- Capitaly (2002)
- Pasik! (2002)
- Hotel Szekszárdi (2002)

## Könyvei
- Rosszkor születtünk! (önéletrajzi regény), Textura, Budapest, 1991
- Így történt… (2001)
- Őfelsége, a Színház. Bakó Márta emlékezetében; közrem. Zenker Katalin; Papirusz Book, Bp., 2008

## Díjai, kitüntetései
- Szocialista Kultúráért (1980)
- A Magyar Köztársasági Érdemrend kiskeresztje (1994)
- Aase-díj (1994)
- A József Attila Színház Nívódíja (2005)
- Kaló Flórián-díj (2011)

## Szinkronszerepei
- Csengetett, Mylord?: Mabel